# Ховард Нилсен
Ховард Калевик Нилсен (на норвежки: Håvard Kallevik Nielsen; роден през 15 юли 1993 г. в Осло) е норвежки футболист, нападател, който играе за Айнтрахт (Брауншвайг).

## Кариера
Нилсен Започва професионалната си кариера във Волеренга Фотбал през 2009 г. Играе под наем за Айнтрахт (Брауншвайг). Имал е изяви в младшите и младежки националните отбори на Норвегия. От 2012 г. играе за Национален отбор по футбол на Норвегия, който той вкара 2 гола.